# Warmumformung
Mit Warmumformung werden Umformschritte bezeichnet, die oberhalb der Rekristallisationstemperatur eines Metalls stattfinden. Gleichzeitig mit der durch das Umformen hervorgerufenen Verfestigung entfestigt das Metall durch dynamische und statische Erholung und Rekristallisation. Dadurch können hohe Umformgrade erreicht werden.
Verfahren der Warmumformung sind u. a.
- Schmieden
- Warmwalzen
- Strangpressen
- Formhärten.

## Vergleich von Warm- und Kaltumformen
| Warmumformung                                                      | Kaltumformung                                                                            |
| ------------------------------------------------------------------ | ---------------------------------------------------------------------------------------- |
| Umformung oberhalb der Rekristallisationstemperatur                | Umformung unterhalb der Rekristallisationstemperatur                                     |
| Große Formänderungen möglich                                       | Geringere Formänderungen möglich                                                         |
| Geringe Umformkräfte                                               | Höhere Kräfte bei vergleichbarem Umformgrad                                              |
| Maßtoleranzen und Oberflächengüte schlechter als bei Kaltumformung | Enge Maßtoleranzen möglich                                                               |
| Verzunderte Oberfläche                                             | Kein Verzundern der Oberfläche                                                           |
| Verfestigung wird ständig wieder abgebaut                          | Die Verfestigung kann nach der Umformung durch Rekristallisationsglühen abgebaut werden. |